# Kingdom Hearts: Chain of Memories
Kingdom Hearts: Chain of Memories (jap. キングダムハーツチェインオブメモリーズ Kingudamu Hātsu Chein obu Memorīzu) – japońska komputerowa gra fabularna wydana przez Square Enix w 2004 roku. Jest to bezpośredni sequel gry Kingdom Hearts. Gra ekskluzywnie została wydana na platformę Game Boy Advance, jednakże trzy lata później ukazał się jej remake na PlayStation 2. Wydanie na konsolę Nintendo miało premierę na wszystkich kontynentach, a wydanie na konsolę Sony - tylko w Japonii i Ameryce Północnej. Pod względem chronologii fabularnej jest to trzecia część serii Kingdom Hearts, po Kingdom Hearts: Birth by Sleep i części pierwszej, a jej wydarzenia mają miejsce podczas fabuły Kingdom Hearts: 358/2 Days.

## Fabuła
Sorze, Donaldowi i Goofy'emu udało się pokonać Ansema, który za wszelką cenę chciał pokryć świat ciemnością. Aby tę ciemność zamknąć za drzwiami Królestwa Ciemności, Riku i król Myszka Miki pozostali po drugiej stronie. Po wszystkim Sora wraz z przyjaciółmi nie chcieli bezczynnie czekać na ich powrót i sami wyruszyli im na ratunek. W trakcie swojej wędrówki spotykają tajemniczego mężczyznę w czarnym płaszczu, który doprowadza ich do Castle Oblivion (Zamek Zapomnienia), w którym najprawdopodobniej znajdują się ich przyjaciele. Ostrzega on ich jednak, że im dalej Sora z towarzyszami będą zapuszczali się w coraz to wyższe piętra Zamku, tym więcej wspomnień stracą. Okazuje się, iż wchodząc do Zamku: Sora, Donald i Goofy zapomnieli wszystkie swoje zdolności, jakie nabyli w poprzedniej podróży. Mężczyzna w płaszczu mówi im, że zamkowe piętra są stworzone ze wspomnień zwiedzającej ich osoby – w tym przypadku Sory. W trakcie przeszukiwań Zamku spotykają na swojej drodze kilku innych ludzi w takich samych czarnych płaszczach, którzy należą do tajemniczej Organizacji XIII.
W tym samym czasie, Riku przebudza się gdzieś u szczytu Castle Oblivion. Przemierzając piętra w dół, musi on przy pomocy króla Mikiego wyzbyć się cząstki mocy ciemności, która pozostała w jego ciele, oraz pokonać Ansema, który właśnie dzięki niemu powrócił.

## Rozgrywka
Rozgrywka Chain of Memories diametralnie różni się od stylu walki części pierwszej. Gracz i przeciwnicy mają do dyspozycji karty ataków i karty magii, które oznaczone są różnymi cyframi (od 0 do 9). W ten sposób cała rozgrywka przypomina grę karcianą – jeśli gracz w danym momencie dysponuje kartą o wyższej cyfrze od przeciwnika, to zadaje mu cios, jeśli zaś mniejszą – ciosu nie zadaje i sam odnosi obrażenia. Gracz ma również możliwość wykorzystania tzw. Slightów, które polegają na wybraniu trzech odpowiednich kart do wykonania specjalnego ataku - im większą wartość mają w sumie te karty, tym mniejsza szansa, że przeciwnik je przebije. Slighty wykorzystują również bossowie w grze, a jedyną możliwością ich przebicia jest tylko karta o wartości 0. W skład kart ataku wchodzą tylko Keychainy.
W skład kart magii wchodzą między innymi piorun, ogień, lód czy uzdrowienie. Wykorzystanie ich polega na takim samym działaniu, jak karty ataku – przykładowo gracz nie uzdrowi głównego bohatera, jeśli przeciwnik przebije wyższą wartością jego kartę uzdrowienia. Z kart magii również można stworzyć Slighty.
W przeciwieństwie do części pierwszej Sora nie zwiedza światów razem z Donaldem i Goofym, ale samodzielnie. Jego towarzysze pojawiają się tylko w walkach i tylko wtedy, gdy wybierze ich karty – są to Karty Przyjaciół, które posiadają swoje wartości (które oczywiście można przebić) oraz wykorzystywać w Slightach. Riku ma do dyspozycji kartę z królem Mikim.
Jeśli gracz zdobędzie nowy poziom doświadczenia, dokonuje wyboru, jakie atrybuty ulepszyć. W przypadku Sory są to HP (ilość zdrowia), CP (ilość miejsca na karty) oraz Slighty (nauka nowego ataku). W przypadku Riku są to HP, AP (siła ataku) oraz DP (siła Riku w trybie ciemności).

## Re:Chain of Memories
Kingdom Hearts Re:Chain of Memories to pełny remake oryginalnego Chain of Memories na konsolę PlayStation 2. Został wydany w 2007 roku w Japonii i w 2008 roku na terenie Ameryki Północnej. W Japonii grę sprzedawano jako dodatek do gry Kingdom Hearts II: Final Mix+, podczas gdy w Ameryce sprzedawano grę oddzielnie.